# Towarzystwo Politechniczne Polskie w Paryżu

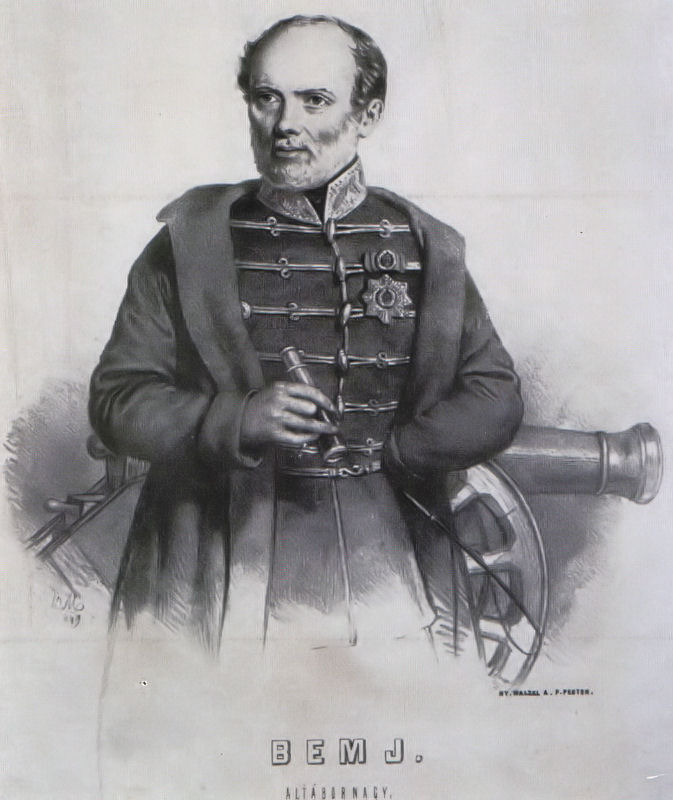
Józef Bem założyciel i prezes Towarzystwa Politechnicznego Polskiego w Paryżu na litografii z węgierskiego powstania 1848 roku.

Towarzystwo Politechniczne Polskie w Paryżu (fr. Société polytechnique polonaise) – pierwsze w historii polskie stowarzyszenie inżynierskie założone w 1835 roku w Paryżu przez generała oraz inżyniera wojskowego Józefa Bema. Działało we Francji w latach 1835–1837 prowadząc działalność edukacyjną oraz pomocową wśród Polaków zmuszonych do emigracji po upadku powstania listopadowego.

## Historia
Towarzystwo 15 marca 1835 roku założył w Paryżu Józef Bem, stając się jednocześnie jego pierwszym prezesem. Grupowało ono polskich inżynierów wojskowych, weteranów i emigrantów politycznych, którzy po upadku powstania listopadowego uciekali ze znajdującej się pod zaborami Polski na zachód Europy. Większość z uchodźców przez Niemcy i Austrię wyemigrowała do Francji wchodząc w skład tzw. Wielkiej Emigracji. Francuski rząd przyznał im niewielki żołd, jednak nie wystarczał on do przeżycia. Bem postanowił więc utworzyć samopomocowe stowarzyszenie samokształceniowe aby pomagać Polakom w podnoszeniu kwalifikacji zawodowych co miało umożliwić im podjęcie cywilnej pracy na emigracji zgodnej z ich rzeczywistymi kwalifikacjami.
Towarzystwo utrzymywało się ze składek i nieustannie borykało się z brakiem pieniędzy. Zasilali je bardziej majętni emigranci polscy. Donatorem był m.in. kompozytor oraz pianista Fryderyk Chopin, do którego Bem zwrócił się z prośbą o pomoc finansową.
Organizacja nie uzyskała jednak wystarczającego wsparcia u podzielonej politycznie emigracji polskiej. Adam Jerzy Czartoryski widział w niej konkurencję dla prowadzonego przez siebie Towarzystwa Pomocy Naukowej. Ostatecznie towarzystwo Bema zakończyło swoją działalność 21 stycznia 1837 r. Efektem jego działalności było umieszczenie 81 Polaków na francuskich wyższych uczelniach technicznych, którym zapewnione zostały stypendia finansowe, a także załatwienie pracy wielu emigrantom we Francji.

## Działalność
Według statutu organizacji wydrukowanego w „Kronice emigracji polskiej” towarzystwo zajmowało się kształceniem technicznym Polaków na emigracji, pomocą w podnoszeniu ich kwalifikacji zawodowych oraz w zdobywaniu pracy. Długofalowym celem była nauka nowoczesnych wówczas technologii oraz przeniesienie ich w przyszłości do ojczyzny. Generał Bem był wielkim zwolennikiem samokształcenia – w 1838 roku w jednej ze swoich broszur napisał „(...) Polacy mający teraz sposobność doskonalenia się za granicą we wszystkich częściach nauk, sztuk, zawodów i rzemiosł, powinni uważać za święty obowiązek przysposabiać dla ojczyzny synów zdatnych i utalentowanych (...)”. Generał Bem sam również się uczył – został we Francji słuchaczem paryskiej Szkoły Dróg i Mostów (fr. École nationale des ponts et chaussées).
Statut Towarzystwa Politechnicznego Polskiego w Paryżu opublikowany w 1835 roku w „Kronice Emigracji Polskiej” stawiał sobie następujące cele:
- „Przyczyniać się ile możności do rozwijania wszelkiego rodzaju talentów w Polakach”,
- „Ułatwiać Rodakom oddającym się sztukom, kunsztom i rzemiosłom, wstęp do zakładów im właściwych”,
- „Ułatwiać im zdobywanie przedmiotów przez nich wypracowanych”,
- „Wynajdywać im obstalunki na roboty, których się podejmować mogą”,
- „Wynajdywać miejsca dla tych, którzy lekcje dawać są w stanie”,
- „Umieszczać rzemieślników różnego rodzaju po fabrykach i po rękodzielniach”,
- „Wydawać Dziennik Politechniczny Polski, wyłącznie naukom, sztukom, kunsztom i rolnictwu poświęcony”,
- „Dopomagać ile możności osobom chcącym sprowadzać do Polski czy to machiny, czy przedmioty sztuk i kunsztów, czy też ludzi usposobionych, doglądając jak najlepszego ich wyboru, jak najrzetelniejszej ceny i dając rodakom w kraju będącym jak najrzetelniejsze wiadomości o wszelkich przedmiotach, o które by się do Towarzystwa Politechnicznego zgłaszali”[3].

Ze względu na krótką działalność wiele z tych postulatów nie udało się przeprowadzić. Nie zostały zrealizowane plany wydawania drukowanego organu Towarzystwa – „Dziennika Politechnicznego”, które Bem zamierzał publikować w trzech wersjach językowych: polskiej, francuskiej i angielskiej. Czasopismo miało informować polskie środowisko inżynierskie o światowym postępie technicznym, ale także propagować wśród obcokrajowców potencjalne korzyści płynące ze współpracy z emigrantami polskimi oraz ze współpracy gospodarczej z niepodległą Polską, która miała w przyszłości powstać. Plany wydawnicze nie zostały zrealizowane ze względu na brak środków finansowych.